# 李察·米高·戴利
李察·米高·戴利（英語：Richard Michael Daley，1942年4月24日—）是一位美國政治家，曾於1989年至2011年擔任伊利諾伊州芝加哥第54任市長。戴利於1989年當選市長，並五次連任，直到拒絕競選第七個任期。在位22年間，他是芝加哥市長歷史上任期最長的市長，超越了他父親李察·祖瑟夫·戴利在任21年的時間。

## 卸任市長後生涯
離任幾天後，芝加哥大學任命戴利為哈里斯公共政策學院的「傑出高級研究員」。為期五年的兼職任命包括負責協調客座講座系列。離任數週後，戴利加入了國際律師事務所Katten Muchin Rosenman LLP，這是他擔任市長時授予的無競標法律工作的律師事務所之一。Katten Muchin Rosenman LLP就該市備受批評的停車收費表、停車場和芝加哥空中纜車的長期租賃進行了談判。戴利加入了一個獨家發言人局，哈利沃克機構，支付數萬美元的出場費。戴利加入了可口可樂公司的董事會。戴利是投資公司Tur Partners LLC的管理負責人，戴利的兒子柏德烈·戴利是該公司的負責人。《國家法律雜誌》將戴利列入其2013年「美國最具影響力的100位律師」名單，該名單基於「他的政治關係——芝加哥最好的」。

## 榮譽
- 1999年，戴利獲得了植樹節基金會的終身管理獎。[10]
- 2002年，戴利獲得了由獎項委員會成員和普利策獎獲得者弗蘭克麥考特頒發的美國成就學院金盤獎。 他是2004年芝加哥國際成就峰會的主持人。[11][12][13][14]
- 2017年，戴利獲得了 ULI 芝加哥終身成就獎。[15]

## 延伸閱讀
- Koeneman, Keith. . University of Chicago Press. 2013. ISBN 9780226449470. Unauthorized biography.

## 外部連結
- Mayor Daley's Mark （页面存档备份，存于）—slideshow by The New York Times
- Mayor Richard M. Daley （页面存档备份，存于） archive at the Chicago Reader
- Daley archive at Chicagoist
- Mayor Daley Backgrounder: Our Best Stories About Richard M. Daley, From His Rise to Power Until Now （页面存档备份，存于） at Chicago Magazine
- Richard M. Daley biography at Katten Muchin Rosenman LLP
- Bob Crawford Audio Archive （页面存档备份，存于）
- Richard M. Daley at the Harry Walker Agency speaker's agency
- Richard Michael Daley archive at the Chicago Public Library, including inaugural addresses
- Richard M. Daley materials in the South Asian American Digital Archive (SAADA)
- Tur Partners LLC investment firm where Daley and son Patrick are principals
- Photo gallery: Mayor Richard M. Daley （页面存档备份，存于） at the Chicago Tribune
- C-SPAN內的頁面（英文）